# Консейсан, Илариу да
Илариу Розарио да Консейсан (порт. Hilário Rosário da Conceição; род. 19 марта 1939, Мапуту), более известен как Илариу (порт. Hilário) — португальский футболист мозамбикского происхождения, бронзовый призёр чемпионата мира (1966). Считается одним из лучших игроков в истории лиссабонского «Спортинга», с которым выиграл ряд трофеев.

## Карьера

### Клубная карьера
Илариу начинал карьеру на родине в клубе «Атлетико де Лоуренсо Маркес», но затем перестал играть в футбол и перешёл в баскетбол, поскольку не мог привыкнуть к бутсам.
В возрасте 16 лет он вернулся в футбол и присоединился к клубу «Спортинг Лоуренсу-Маркиш», в котором играл вместе с Эйсебио.
Затем Илариу перешёл в лиссабонский «Спортинг», в составе которого он отыграл 15 сезонов, выиграв с командой ряд титулов, среди которых 3 чемпионата Португалии и 3 Кубка Португалии, а также Кубок обладателей кубков 1964 года, когда в финале по сумме двух матчей был обыгран венгерский «МТК», но в том в финале он не играл из-за травмы.

### Карьера в сборной
В составе сборной Португалии был основным защитником на ЧМ-1966, сыграв во всех 6 матчах; по итогам турнира португальцы завоевали бронзовые медали. Всего за сборную Португалии сыграл 40 матчей, в которых не забил ни одного мяча.

### Тренерская карьера
После завершения карьеры работал главным тренером ряда команд, среди которых были «Брага» (1974—1975, 1977, 1979―1980), «Маритиму» (1975—1976), «Лейшойнш» (1980—1981), команды из Мозамбика, а также неоднократно работал в тренерском штабе лиссабонского «Спортинга».

## Достижения
«Спортинг»
- Чемпион Португалии (3): 1961/62, 1965/66, 1969/70
- Обладатель Кубка Португалии (3): 1962/63, 1970/71, 1972/73
- Кубок обладателей кубков УЕФА (1): 1964